# 12820 Robinwilliams
12820 Robinwilliams è un asteroide della fascia principale. Scoperto nel 1996, presenta un'orbita caratterizzata da un semiasse maggiore pari a 2,9287520 UA e da un'eccentricità di 0,0457643, inclinata di 2,96386° rispetto all'eclittica.
L'asteroide ricorda il celebre attore americano Robin Williams.